# 2 Dudes and a Dream
2 Dudes and a Dream es una película estadounidense de comedia de 2009, dirigida por Nathan Bexton, que a su vez la escribió junto a Brian Drolet, Jordan Eubanks y Will Strode, musicalizada por Stuart Stone y Stu Stone & The Brothers Rise, los protagonistas son Brian Drolet, Nick Nicotera, Tanja Reichert y Al Santos, entre otros. El filme fue producido por Bird Dog Entertainment y BiggDro Productions; se estrenó el 3 de febrero de 2009.

## Sinopsis
Dos sujetos que están en Los Ángeles, tratando de alcanzar sus sueños, se hacen amigos. En el camino se van a ir topando con muchos personajes excéntricos.